# Diego Capria
Diego Raúl Capria Labiste (General Belgrano, Buenos Aires, Argentina, 27 de agosto de 1972) es un exfutbolista argentino que jugaba de defensor. Es hermano del también exfutbolista Rubén Capria. Además es cuñado del exfutbolista Leandro Testa.

## Carrera
Comenzó su carrera en Estudiantes de La Plata, donde hizo las inferiores y donde debutó el 31 de octubre de 1993 en la derrota de su equipo frente a Banfield. Con el equipo de La Plata le tocó descender a la Primera B Nacional en 1994 y lograr el ascenso a Primera División al año siguiente.
En 1995 paso a Huracán Corrientes donde también logró ascender a Primera División esa misma temporada y disputar la temporada siguiente en dicha categoría.
Sus buenas actuaciones en el equipo correntino hizo que en 1997 pase a Racing donde compartió el plantel con su hermano Rubén Capria.
En 1999, luego de dos temporadas en el equipo de Avellaneda, pasó a Chacarita y a mediados de 2000 a Atlético Mineiro.
En 2001 retornó a Argentina para jugar en Belgrano de Córdoba, equipo en el que solo estuvo 6 meses para luego pasar a San Lorenzo de Almagro.
A San Lorenzo llegó a mediados de 2001 para disputar, además del campeonato argentino, la Copa Mercosur 2001, torneo donde se consagró campeón ejecutando el penal decisivo en la final frente a Flamengo.
En 2002, además del torneo argentino, disputó la Copa Libertadores, donde su equipo no pudo pasar la fase de grupos.
A mediados de 2002 llegó a México para jugar, por una temporada, en Querétaro.
Luego de un año México retornó a San Lorenzo, donde jugó hasta mediados de 2005 para luego pasar a FC Zürich de la Super Liga Suiza, equipo con el que logró la Copa Suiza 2004/2005.
En julio de 2004 retornó a Argentina para jugar en Instituto de Córdoba durante una temporada, pasando luego a Quilmes, equipo donde estuvo durante dos temporadas y donde se retiró de la práctica profesional del fútbol en 2007.

## Actualidad
Se desempeña como gerente general del Frigorífico San Antonio. Trabaja junto a su padre Humberto Capria.

## Estadísticas

### Clubes
La siguiente tabla detalla los encuentros disputados y los goles marcados por Capria en los clubes en los que ha militado.
| Club                              | Temporada | Liga | Liga | Copas Nacionales | Copas Nacionales | Copas Internacio. | Copas Internacio. | Total | Total | Prom. · |
| Club                              | Temporada | PJ   | G    | PJ               | G                | PJ                | G                 | PJ    | G     | Prom. · |
| --------------------------------- | --------- | ---- | ---- | ---------------- | ---------------- | ----------------- | ----------------- | ----- | ----- | ------- |
| Estudiantes de La Plata Argentina |           |      |      |                  |                  |                   |                   |       |       |         |
| 1993/94                           |           |      |      |                  |                  |                   |                   |       |       |         |
| 1994/95                           |           |      |      |                  |                  |                   |                   |       |       |         |
| Total                             |           |      |      |                  |                  |                   |                   |       |       |         |
| Huracán Corrientes Argentina      |           |      |      |                  |                  |                   |                   |       |       |         |
| 1995/96                           |           |      |      |                  |                  |                   |                   |       |       |         |
| 1995/96                           |           |      |      |                  |                  |                   |                   |       |       |         |
| Total                             |           |      |      |                  |                  |                   |                   |       |       |         |
| Racing Club Argentina             |           |      |      |                  |                  |                   |                   |       |       |         |
| 1997/98                           |           |      |      |                  |                  |                   |                   |       |       |         |
| 1998/99                           |           |      |      |                  |                  |                   |                   |       |       |         |
| Total                             |           |      |      |                  |                  |                   |                   |       |       |         |
| Chacarita Argentina               |           |      |      |                  |                  |                   |                   |       |       |         |
| 1999/2000                         |           |      |      |                  |                  |                   |                   |       |       |         |
| Total                             |           |      |      |                  |                  |                   |                   |       |       |         |
| Atlético Mineiro · Brasil         |           |      |      |                  |                  |                   |                   |       |       |         |
| 2000                              |           |      |      |                  |                  |                   |                   |       |       |         |
| Total                             |           |      |      |                  |                  |                   |                   |       |       |         |
| Belgrano Argentina                |           |      |      |                  |                  |                   |                   |       |       |         |
| 2001                              | 2         | 0    | -    | -                | -                | -                 | 2                 | 0     | 0     |         |
| Total                             | 2         | 0    | -    | -                | -                | -                 | 2                 | 0     | 0     |         |
| San Lorenzo de Almagro Argentina  |           |      |      |                  |                  |                   |                   |       |       |         |
| 2001/02                           | 17        | 1    | -    | -                |                  |                   |                   |       |       |         |
| Total                             |           |      |      |                  |                  |                   |                   |       |       |         |
| Querétaro · México                |           |      |      |                  |                  |                   |                   |       |       |         |
| Cl. 2002                          | 17        | 1    | -    | -                | -                | -                 | 17                | 1     | 0,06  |         |
| Ap. 2003                          | 19        | 2    | -    | -                | -                | -                 | 19                | 2     | 0,10  |         |
| Total                             | 36        | 3    | -    | -                | -                | -                 | 36                | 3     | 0,08  |         |
| San Lorenzo de Almagro Argentina  |           |      |      |                  |                  |                   |                   |       |       |         |
| 2003/04                           | 12        | 1    | -    | -                | -                | -                 | 12                | 1     | 0,08  |         |
| Total                             | 12        | 1    | -    | -                | -                | -                 | 12                | 1     | 0,08  |         |
| FC Zürich · Suiza                 |           |      |      |                  |                  |                   |                   |       |       |         |
| 2004/05                           | 11        | 0    | 2    | 1                |                  |                   | 13                | 1     | 0,07  |         |
| Total                             | 11        | 0    | 2    | 1                | -                | -                 | 13                | 1     | 0,07  |         |
| Instituto Argentina               |           |      |      |                  |                  |                   |                   |       |       |         |
| 2004/05                           |           |      |      |                  |                  |                   |                   |       |       |         |
| Total                             | 15        | 0    | -    | -                | -                | -                 | -                 | -     | 0     |         |
| Quilmes Argentina                 |           |      |      |                  |                  |                   |                   |       |       |         |
| 2005/06                           | 27        | 1    | -    | -                | -                | -                 | 27                | 1     | 0,03  |         |
| Total                             | 27        | 1    | -    | -                | -                | -                 | 27                | 1     | 0,03  |         |

## Palmarés

### Campeonatos nacionales e internacionales
| Título        | Club                   | País      | Año  |
| ------------- | ---------------------- | --------- | ---- |
| Copa Mercosur | San Lorenzo de Almagro | Argentina | 2001 |
| Copa Suiza    | FC Zürich              | Suiza     | 2005 |